# Alessandro Ghebreigziabiher
Alessandro Ghebreigziabiher (Nápoles, 20 de maio  de 1968) é um escritor e ator de teatro italiano.

## Biografìa
Ghebreigziabiher é filho de pai eritreia e mãe italiana e atualmente vive em Roma. Lá, ele obteve um diploma da Universidade de Ciência da Computação na Universidade La Sapienza .
Ele é autor de romances e contos, um storyteller profissional frequentemente envolvido na educação intercultural e anti-racista com projetos e festivais.
Seu primeiro livro, Tramonto ('Pôr do sol'), Lapis Edizioni, em 2003 foi incluído pela International Youth Library dentro do The White Ravens, uma lista anual que inclui 250 livros de todo o mundo considerados especialmente dignos de nota.
Desde 2007 é diretor artístico do Festival Italiano de Contação de Histórias Il dono della diversità ("O presente da diversidade").
Em 2016 fundou o grupo internacional Storytellers for Peace, composto por artistas de todo o mundo, com o objetivo de criar vídeos coletivos em várias línguas sobre a paz e os direitos humanos.

## Obras

### Romances
- Il poeta, il santo e il navigatore (2006, Fermento Editore) ISBN 88-89207-38-8
- L'intervallo (2008, Intermezzi Editore) ISBN 88-903576-1-4
- La truffa dei migranti (2015, Tempesta Editore) ISBN 978-88-97309-75-8
- Elisa e il meraviglioso mondo degli oggetti (2016, Tempesta Editore) ISBN 88-97309-87-9
- Carla senza di Noi (2017, Graphofeel Edizioni) ISBN 88-97381-79-0
- Lo strano vizio del professor Mann (2019, Ofelia Editrice) ISBN 88-99820-26-0
- Matematica delle parole (2019, Toutcourt Edizioni) ISBN 88-32219-09-3
- A morte i razzisti (2020, Oakmond Publishing) ISBN 39-62072-20-9

### Livros infantojuvenis
- Tramonto (2002, Edizioni Lapis) ISBN 88-87546-60-6
- Tra la terra e l'acqua (2008, Camelozampa Editore) ISBN 978-88-903034-2-5
- Roba da bambini (2014, Tempesta Editore) ISBN 978-88-97309-57-4
- Tramonto, la favola del figlio di Buio e Luce (2017, Tempesta Editore) ISBN 978-88-97309-94-9

### Livros de contos
- Mondo giovane (2006, Editrice La Ginestra) ISBN 88-8481-025-6
- Lo scrigno cosmopolita (2006, Editrice La Ginestra) ISBN 978-88-8481-031-1
- Il dono della diversità (2013, Tempesta Editore) ISBN 978-88-97309-34-5
- Amori diversi (2013, Tempesta Editore) ISBN 88-97309-45-3

### Teatro
- Tramonto (1999)
- Robin Dream (2005)
- La vera storia di Jean-Baptiste du Val-de-Grâce, oratore della razza umana (2008)
- Loving vs Virginia (2010)
- Storie e Notizie (2010)
- Nostro figlio è nato (2012)
- Il dono della diversità (2013)
- Roba da bambini (2014)
- Questa è la paura (2015)
- La truffa dei migranti (2015)
- Quando (2016)
- Curami (2017)
- Le sette vite di Eva (2018)
- Storie da pazzi di storie (2019)